# Opetiophora
Opetiophora là một chi ruồi trong họ Chloropidae.